# Lancia Lambda
Treść tego artykułu może nie być zgodna z zasadami neutralnego punktu widzenia.
 Po wyeliminowaniu niedoskonałości należy usunąć szablon [[Szablon:Dopracować|]] z tego artykułu.
Lancia Lambda – samochód osobowy produkowany w latach 1922–1931 przez włoską firmę Lancia.

## Historia modelu

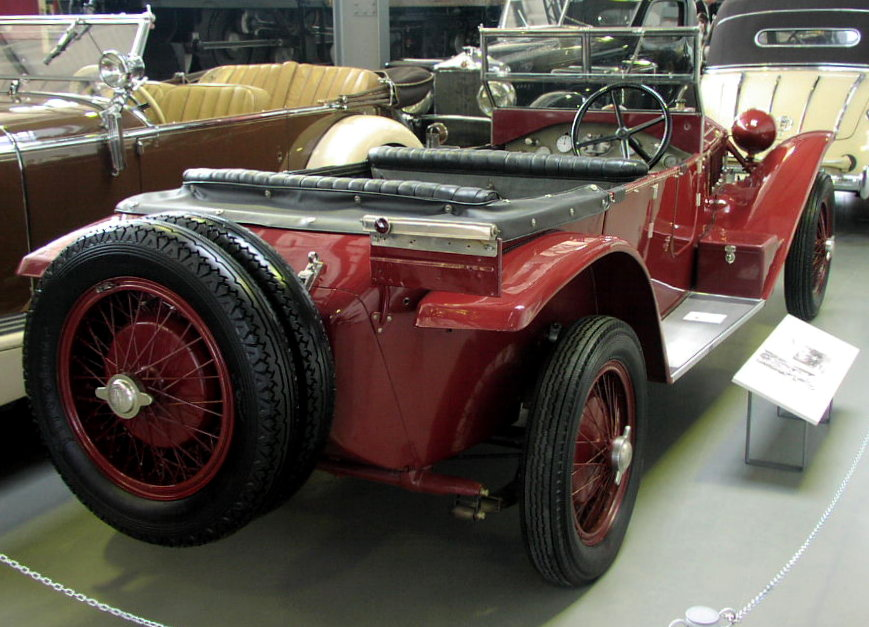
Lancia Lambda z 1923 roku od tyłu

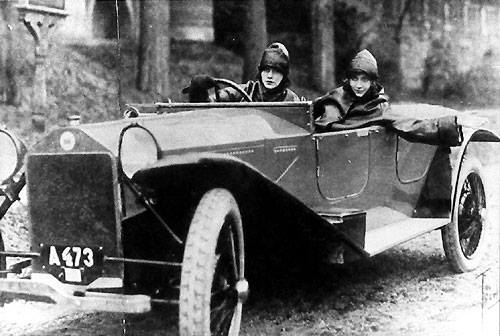
Greta Garbo i Vera Schmiterlöw w samochodzie marki Lancia Lambda (1924)

Lancia Lambda przez wielu była określana mianem technicznego arcydzieła. Miano to zapewniły jej inteligentna konstrukcja czterocylindrowego silnika w układzie V o ostrym kącie rozwidlenia (co było charakterystyczne w silnikach Lancii) i to, że był to pierwszy samochód na świecie ze stalowym nadwoziem samonośnym konstrukcji skorupowej (monocoque). Nadwozie zostało wykonane w postaci otwartej od góry "rury" z otworami na drzwi oraz licznymi otworami zmniejszającymi jego masę. Nadwozie było zupełnie wyjątkowe, biorąc pod uwagę konstrukcje innych ówczesnych samochodów. Zastosowanie tej konstrukcji spowodowało, że wszystkie pierwsze egzemplarze miały drzwi o takim samym kształcie i niezależnie od rodzaju nadwozia miały jednakową pod względem układu i kształtu obniżoną kabinę pasażerską. Zewnętrzne elementy poszycia spawano lub nitowano do wewnętrznej struktury nadwozia. Sposób rozmieszczenia silnika i skrzyni biegów był tradycyjny. Lancia Lambda była samochodem, który pod względem technicznym wyprzedzał pojazdy konkurencyjne. Dość wysoka cena nie powodowała spadku sprzedaży, wręcz przeciwnie - nastąpił widoczny wzrost produkcji i sprzedaży Lancii, jakiego nigdy wcześniej nie notowano. Należy zaznaczyć, że był to pierwszy samochód Lancii budowany w oddzielnych seriach - co najmniej dziewięciu - przy czym każda z nich nieznacznie różniła się od poprzedniczki. W latach 30. XX wieku konstrukcja Lambdy okazała się już nieco przestarzała i zakończono montaż po wyprodukowaniu ponad 13 tysięcy sztuk.